# Trifurcula corleyi
Trifurcula corleyi là một loài bướm đêm thuộc họ Nepticulidae. Nó được tìm thấy ở miền trung và miền nam Tây Ban Nha (provinces Ávila, Cuenca, Málaga, và Toledo) và Bồ Đào Nha.
Sải cánh dài 4-5.2 mm.